# AMD Quad FX
A plataforma AMD Quad FX é uma plataforma que possibilita ao usuário usar dois processadores Athlon 64 FX ou dois Opteron numa mesma placa-mãe, totalizando, assim quatro ou oito núcleos (dependendo dos processadores) juntos na mesma placa. Os processadores possuem o socket F (1207 pinos). 

Esse é um tipo de arranjo para processador dual core/quad core, onde as duas CPUs são instaladas na mesma placa para aumentar a capacidade de processamento. A grande diferença entre essa plataforma e antiga com processadores Xeon (antes do Chipset Intel 5000X/P) é que cada processador tem sua própria memória. A plataforma Quad FX também usa a tecnologia HyperTransport.
A única placa-mãe atual que suporta esta tecnologia é a L1N-64 SLI.
Esta placa-mãe possui:
- 2 chipsets NVIDIA nFORCE 680
- 20 saídas USB 2.0
- 4 saídas PCI-Express(2 operando a 16x e duas operando a 8x)
- 1 saída PCI
- 1 saída PCI-Express 1x
- 12 SATA II 3gb/s
- 4 gigabit ethernet